# Brumby Rural
Brumby Rural var en civil parish från 1919 till 1936 då den blev en del av Gunness, i grevskapet Lincolnshire, i England. Civil parish var belägen 4 km från Scunthorpe och hade 495 invånare år 1931.